# Hans Åge Yndestad
Hans Åge Yndestad (Tromsø, 24 luglio 1980) è un ex calciatore norvegese, di ruolo difensore.

## Caratteristiche tecniche
Yndestad è un terzino sinistro di piede mancino.

## Carriera

### Club

#### Gli inizi
Yndestad ha cominciato la carriera con la maglia dell'Ulfstind, squadra con sede a pochi chilometri a nord di Tromsø. Dopo aver giocato sia nelle giovanili che in prima squadra, è passato in prestito allo Skarp, all'epoca militante in 2. divisjon, terzo livello del campionato norvegese. In quella stagione, Yndestad ha messo a referto 14 reti ed il suo Skarp ha chiuso a 2 punti dalla promozione in 1. divisjon.

#### Tromsø
Nel 2002 si è trasferito al Tromsø, appena retrocesso in 1. divisjon, voluto dal suo ex allenatore allo Skarp Trond Johansen. Il 14 aprile dello stesso anno ha debuttato in questa divisione: è stato infatti titolare nel successo per 4-0 sul Sandefjord. Al termine della stagione, la squadra ha centrato la promozione in Eliteserien.
Il 13 aprile 2003 ha esordito così nella massima divisione norvegese, giocando dal primo minuto nella vittoria per 2-3 in casa dell'Aalesund. Il 5 maggio 2004 ha realizzato la prima rete con la maglia del Tromsø, in un match valido per l'edizione stagionale del Norgesmesterskapet: è stato infatti un suo gol a fissare il punteggio sull'8-0 finale inflitto al Bossekop. Ha dovuto attendere il 12 settembre dello stesso anno per la prima marcatura nella massima divisione: è stato suo infatti il gol del Tromsø nel pareggio per 1-1 in casa del Molde. Il Tromsø ha chiuso la stagione al 4º posto finale, qualificandosi così per la Coppa UEFA 2005-2006.
L'11 agosto 2005 ha avuto così l'opportunità di esordire nelle competizioni europee per club, quando è stato schierato titolare nella vittoria per 0-1 sul campo dell'Esbjerg, sfida valida per l'andata del secondo turno preliminare. È rimasto in squadra fino al campionato 2012, che si è concluso con la retrocessione del Tromsø in 1. divisjon.

#### Le serie minori
Il 23 gennaio 2013, ha annunciato il suo ritiro dal calcio di alto livello, dichiarando di volersi dedicare soltanto alle serie minori. Ha continuato quindi a giocare nello Skarp, a livello dilettantistico (3. divisjon). Nel mese di giugno 2013 è passato al Senja, in 2. divisjon.

#### Tromsdalen, Finnsnes e Ulfstind
In vista del campionato 2014, ha firmato per il Tromsdalen, neopromosso in 1. divisjon. Il 6 aprile dello stesso anno ha disputato così il primo incontro con questa casacca, schierato titolare nella vittoria interna per 2-1 sullo Strømmen. Ha disputato 25 partite in stagione, nel corso dell'annata, con la squadra che ha chiuso al 14º posto finale, retrocedendo in 2. divisjon.
Il 31 gennaio 2015 si è trasferito al Finnsnes, in 2. divisjon. Yndestad ha dichiarato di aver accettato la proposta della squadra anche per la presenza di Bjørn Johansen e Miika Koppinen nello staff tecnico. Ha esordito in squadra il 18 aprile successivo, schierato titolare nella sconfitta per 1-0 maturata sul campo del Tromsdalen. Il 25 maggio ha segnato il primo gol in campionato, nella vittoria per 0-3 in casa dell'Holmen. Ha chiuso l'annata totalizzando 23 presenze e 4 reti tra tutte le competizioni.
Il 25 febbraio 2016 ha annunciato nuovamente il suo addio al calcio giocato. È tornato poi ancora sui suoi passi per militare nelle file del Ulfstind, in 5. divisjon.

## Statistiche

### Presenze e reti nei club
Statistiche aggiornate al 23 maggio 2016.
| Stagione        | Club            | Campionato      | Campionato | Campionato | Coppe nazionali | Coppe nazionali | Coppe nazionali | Coppe continentali | Coppe continentali | Coppe continentali | Supercoppe | Supercoppe | Supercoppe | Totale | Totale |
| Stagione        | Club            | Comp            | Pres       | Reti       | Comp            | Pres            | Reti            | Comp               | Pres               | Reti               | Comp       | Pres       | Reti       | Pres   | Reti   |
| --------------- | --------------- | --------------- | ---------- | ---------- | --------------- | --------------- | --------------- | ------------------ | ------------------ | ------------------ | ---------- | ---------- | ---------- | ------ | ------ |
| 2000            | Ulfstind        | 3D              | ?          | ?          | -               | -               | -               | -                  | -                  | -                  | -          | -          | -          | ?      | ?      |
| 2001            | Skarp           | 2D              | ?          | ?          | CN              | ?               | ?               | -                  | -                  | -                  | -          | -          | -          | ?      | ?      |
| 2002            | Tromsø          | 1D              | 20         | 0          | CN              | 4               | 0               | -                  | -                  | -                  | -          | -          | -          | 24     | 0      |
| 2003            | Tromsø          | ES              | 20         | 0          | CN              | 4               | 0               | -                  | -                  | -                  | -          | -          | -          | 24     | 0      |
| 2004            | Tromsø          | ES              | 14         | 1          | CN              | 3               | 1               | -                  | -                  | -                  | -          | -          | -          | 17     | 2      |
| 2005            | Tromsø          | ES              | 24         | 2          | CN              | 3               | 0               | CU                 | 6                  | 0                  | -          | -          | -          | 33     | 2      |
| 2006            | Tromsø          | ES              | 21         | 3          | CN              | 0               | 0               | -                  | -                  | -                  | -          | -          | -          | 21     | 3      |
| 2007            | Tromsø          | ES              | 23         | 1          | CN              | 3               | 0               | -                  | -                  | -                  | -          | -          | -          | 26     | 1      |
| 2008            | Tromsø          | ES              | 23         | 0          | CN              | 2               | 0               | -                  | -                  | -                  | -          | -          | -          | 25     | 0      |
| 2009            | Tromsø          | ES              | 26         | 0          | CN              | 4               | 1               | UEL                | 3                  | 0                  | -          | -          | -          | 33     | 1      |
| 2010            | Tromsø          | ES              | 28         | 1          | CN              | 3               | 0               | -                  | -                  | -                  | -          | -          | -          | 31     | 1      |
| 2011            | Tromsø          | ES              | 27         | 0          | CN              | 3               | 0               | UEL                | 3                  | 0                  | -          | -          | -          | 31     | 1      |
| 2012            | Tromsø          | ES              | 22         | 0          | CN              | 1               | 0               | UEL                | 5                  | 0                  | -          | -          | -          | 28     | 0      |
| Totale Tromsø   | Totale Tromsø   | Totale Tromsø   | 248        | 8          |                 | 30              | 2               |                    | 17                 | 0                  |            | -          | -          | 295    | 10     |
| gen.-giu. 2013  | Skarp           | 3D              | 11         | 8          | CN              | 3               | 2               | -                  | -                  | -                  | -          | -          | -          | 14     | 10     |
| Totale Skarp    | Totale Skarp    | Totale Skarp    | 11+        | 8+         |                 | 3+              | 2+              |                    | -                  | -                  |            | -          | -          | 14+    | 10+    |
| giu.-dic. 2013  | Senja           | 2D              | 15         | 3          | CN              | -               | -               | -                  | -                  | -                  | -          | -          | -          | 15     | 3      |
| 2014            | Tromsdalen      | 1D              | 23         | 0          | CN              | 2               | 0               | -                  | -                  | -                  | -          | -          | -          | 25     | 0      |
| 2015            | Finnsnes        | 2D              | 21         | 3          | CN              | 2               | 1               | -                  | -                  | -                  | -          | -          | -          | 23     | 4      |
| 2016            | Ulfstind        | 5D              | ?          | ?          | -               | -               | -               | -                  | -                  | -                  | -          | -          | -          | ?      | ?      |
| Totale Ulfstind | Totale Ulfstind | Totale Ulfstind | ?          | ?          |                 | ?               | ?               |                    | -                  | -                  |            | -          | -          | ?      | ?      |
| Totale          | Totale          | Totale          | ?          | ?          |                 | ?               | ?               |                    | 17                 | 0                  |            | -          | -          | ?      | ?      |